# The Unknown Country
The Unknown Country ist ein Filmdrama von Morrisa Maltz, das im März 2022 beim South by Southwest Film Festival seine Premiere feierte und im Juli 2023 in die US-Kinos kam.

## Handlung
Eine junge Frau namens Tana begibt sich wegen eines Trauerfalls alleine auf den Weg zu ihrer Familie. Sie ist eine Oglala Lakota und hat sie schon lange nicht mehr gesehen. Bei ihrem Roadtrip vom Mittleren Westen in Richtung der Grenze zwischen Texas und Mexiko macht sie die Bekanntschaft von Menschen, die ebenso Teil der Landschaft sind wie die Berge und Straßen. Sie spürt während ihrer Reise die Veränderungen im sozialen Miteinander im Land nach der Präsidentschaftswahl.

## Produktion
Regie führte Morrisa Maltz, die gemeinsam mit Vanara Taing und den Darstellerinnen Lily Gladstone und Lainey Bearkiller Shangreaux auch gemeinsam am Drehbuch arbeitete. Gladstone ist in der Hauptrolle von Tana zu sehen. Die Schauspielerin hat selbst indigene Wurzeln, die in den Völkern der Blackfeet, Nez Percé und Kainaiwa liegen. Raymond Lee spielt Isaac.
Als Kameramann fungierte Andrew Hajek. Taing betätigte sich neben ihrer Arbeit am Drehbuch auch als Filmeditorin.
Die Filmmusik komponierten Samuel Jones und Alexis Marsh. Das Soundtrack-Album mit insgesamt 26 Musikstücken wurde Ende Juli 2024 von Gardener Recordings als Download veröffentlicht.
Der Film feierte am 13. März 2022 beim South by Southwest Film Festival seine Premiere. Ende September 2022 wurde er beim Calgary International Film Festival vorgestellt. Im Oktober 2022 wurde er beim Dallas International Film Festival und beim Montclair Film Festival gezeigt. Anfang April 2023 erfolgten Vorstellungen beim Sarasota Film Festival. Anfang Mai 2023 wurde er beim Chicago Critics Film Fest gezeigt. Am 28. Juli 2023 kam der Film in ausgewählte US-Kinos. Ein Jahr später wurde er als Video-on-Demand, als Blu-ray und auf DVD veröffentlicht.

## Rezeption

### Kritiken
Von den bei Rotten Tomatoes aufgeführten Kritiken sind 91 Prozent positiv. Die durchschnittliche Wertung liegt bei 8/10. Auf Metacritic erhielt der Film einen Metascore von 82 von 100 möglichen Punkten.

### Auszeichnungen

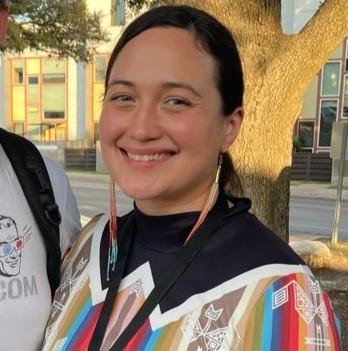
Lily Gladstone spielt Tana

Calgary International Film Festival 2022
- Nominierung im International Narrative Competition

Dallas International Film Festival 2022
- Nominierung im Narrative Feature Competition[13]

Gotham Awards 2023
- Auszeichnung für die Beste Hauptrolle (Lily Gladstone)

Independent Spirit Awards 2024
- Nominierung für den „John Cassavetes Award“